# Kurznasige Rinderlaus
Die Kurznasige Rinderlaus (Haematopinus eurysternus) ist eine weltweit bei Rindern parasitierende Tierlaus. Sie ist mit einer Länge von 3,4 bis 4,8 mm eine der größten Tierläuse. Der spitze Kopf sitzt auf einem breiten Körper. Kopf und Thorax sind gelb oder graubraun, das Abdomen blaugrau mit einem dunklen Streifen auf beiden Seiten. Die hartschaligen Eier sind durchscheinend weiß und an ihrer Basis spitz.
Die Adulten haben eine Lebenserwartung von 10 bis 15 Tagen. Die Weibchen legen zwei Wochen lang ein Ei pro Tag und kleben es an Haare. Der Schlupf erfolgt innerhalb von ein bis zwei Wochen. Die Nymphen ähneln den Adulten sind aber kleiner. Sie häuten sich 14 Tage nach dem Schlupf. Nach Blutmahlzeit und Begattung beginnt das Weibchen mit der Eiablage. Bevorzugter Sitz sind Kopf und Schwanzfalte, bei starkem Befall ist der gesamte Körper betroffen. Ältere Rinder sind häufiger befallen als Jungtiere.